# Gigagram
| Grotere en kleinere eenheden van gram en ton | Grotere en kleinere eenheden van gram en ton | Grotere en kleinere eenheden van gram en ton | Grotere en kleinere eenheden van gram en ton | Grotere en kleinere eenheden van gram en ton | Grotere en kleinere eenheden van gram en ton | Grotere en kleinere eenheden van gram en ton |
| -------------------------------------------- | -------------------------------------------- | -------------------------------------------- | -------------------------------------------- | -------------------------------------------- | -------------------------------------------- | -------------------------------------------- |
| factor                                       | naam                                         | symbool                                      |                                              |                                              |                                              |                                              |
| 10−30                                        | quectogram                                   | qg                                           |                                              |                                              |                                              |                                              |
| 10−27                                        | rontogram                                    | rg                                           |                                              |                                              |                                              |                                              |
| 10−24                                        | yoctogram                                    | yg                                           |                                              |                                              |                                              |                                              |
| 10−21                                        | zeptogram                                    | zg                                           |                                              |                                              |                                              |                                              |
| 10−18                                        | attogram                                     | ag                                           |                                              |                                              |                                              |                                              |
| 10−15                                        | femtogram                                    | fg                                           |                                              |                                              |                                              |                                              |
| 10−12                                        | picogram                                     | pg                                           |                                              |                                              |                                              |                                              |
| 10−9                                         | nanogram                                     | ng                                           |                                              |                                              |                                              |                                              |
| 10−6                                         | microgram                                    | µg                                           |                                              |                                              |                                              |                                              |
| 10−3                                         | milligram                                    | mg                                           |                                              |                                              |                                              |                                              |
| 10−2                                         | centigram                                    | cg                                           |                                              |                                              |                                              |                                              |
| 10−1                                         | decigram                                     | dg                                           |                                              |                                              |                                              |                                              |
| 1                                            | gram                                         | g                                            |                                              |                                              |                                              |                                              |
| 101                                          | decagram                                     | dag                                          |                                              |                                              |                                              |                                              |
| 102                                          | hectogram                                    | hg                                           | factor                                       | naam                                         | symbool                                      |                                              |
| 103                                          | kilogram                                     | kg                                           | factor                                       | naam                                         | symbool                                      |                                              |
| 106                                          | megagram                                     | Mg                                           | 1                                            | ton                                          | t                                            |                                              |
| 109                                          | gigagram                                     | Gg                                           | 103                                          | kiloton                                      | kt                                           |                                              |
| 1012                                         | teragram                                     | Tg                                           | 106                                          | megaton                                      | Mt                                           |                                              |
| 1015                                         | petagram                                     | Pg                                           | 109                                          | gigaton                                      | G                                            |                                              |
| 1018                                         | exagram                                      | Eg                                           | 1012                                         | teraton                                      | Tt                                           |                                              |
| 1021                                         | zettagram                                    | Zg                                           | 1015                                         | petaton                                      | Pt                                           |                                              |
| 1024                                         | yottagram                                    | Yg                                           | 1018                                         | exaton                                       | Et                                           |                                              |
| 1027                                         | ronnagram                                    | Rg                                           | 1021                                         | zettaton                                     | Zt                                           |                                              |
| 1030                                         | quettagram                                   | Qg                                           | 1024                                         | yottaton                                     | Yt                                           |                                              |

De gigagram is een eenheid van massa. Eén gigagram is gelijk aan 1 000 000 000 gram, ofwel 109 gram en één gigagram is gelijk aan 106 kilogram, de internationale standaardeenheid voor massa. Het SI-symbool van de gigagram is Gg.
De gigagram kan ook kiloton worden genoemd, omdat het gelijk is aan 1000 ton. De kiloton wordt vaak gebruikt als eenheid voor, bijvoorbeeld, massastromen in internationale handelsstatistieken. De term wordt daarnaast ook gebruikt als een maat voor de energie die vrijkomt bij een ontploffing van kernwapens en andere zeer energetische gebeurtenissen, zoals het inslaan van grote meteorieten op aarde. Een kiloton (voluit: kiloton TNT-equivalent) is dan gedefinieerd als de energie die vrijkomt bij het ontploffen van 1000 ton (1 000 000 kilogram) TNT. Dit komt overeen met 4,2 TJ. Voor nog energetischer gebeurtenissen wordt de megaton gebruikt, die 1000 keer zo groot is, 4,2 PJ.